# Кировский мост (Витебск)
Кировский мост — автодорожный железобетонный арочный мост через реку Западная Двина в центре Витебска. Соединяет улицу Кирова (правый берег) и улицу Замковую (левый берег). Длина моста составляет 236 м.

## История

### Деревянный полевой мост
До 1860-х годов существовал только деревянный полевой мост через реку Западную Двину в Витебске, который каждый год перестраивался после разрушения его льдом и паводком. Обычно это происходило в июне. Полевой мост располагался в начале нынешних улиц Толстого и Энгельса. Остатки полевого моста можно было наблюдать до недавнего времени, в годы, когда значительно снижался уровень воды в Западной Двине. В 2010 году их убрали при углублении русла реки.

### Двинский мост

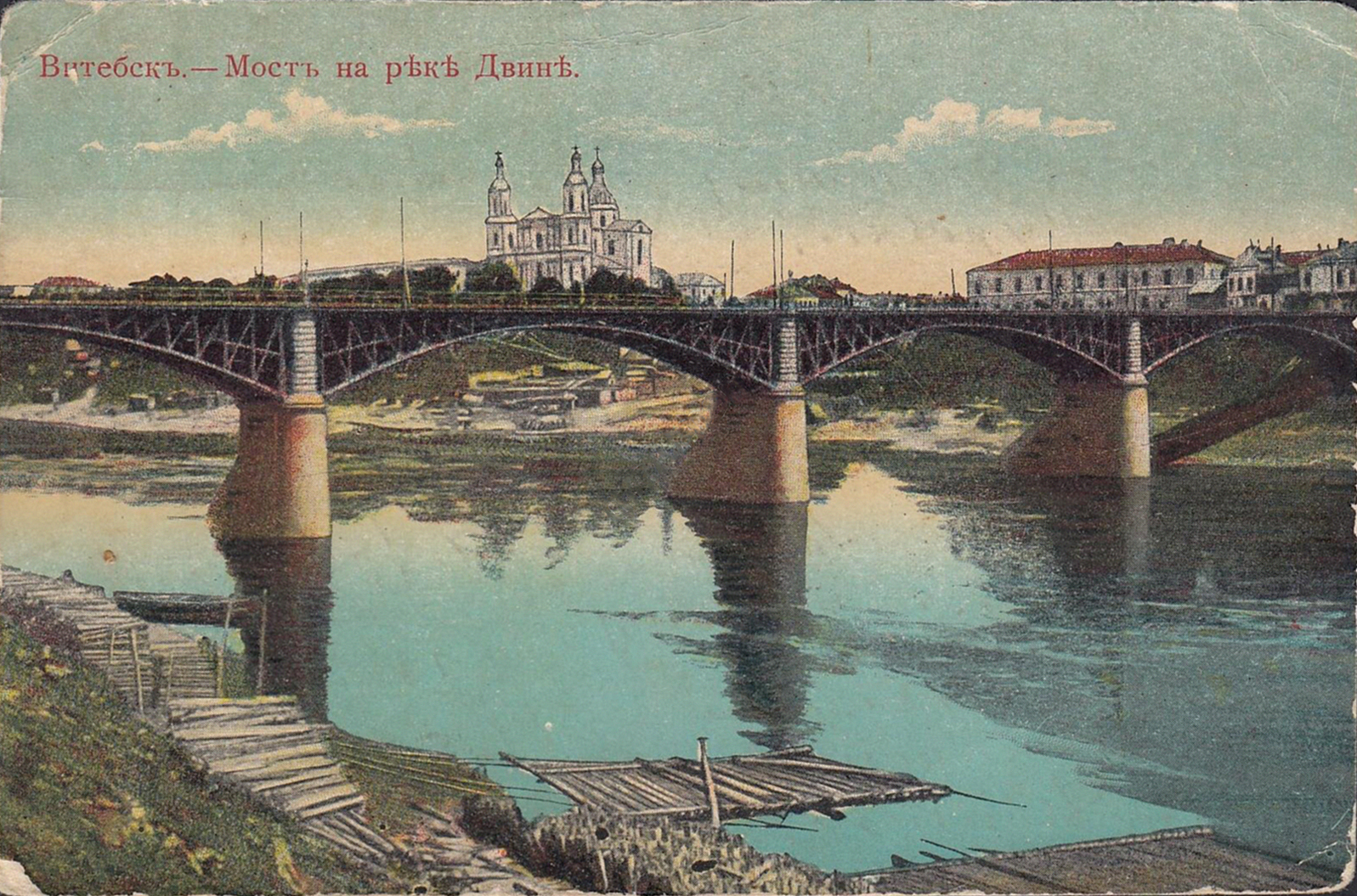
Двинский мост в 1910 году

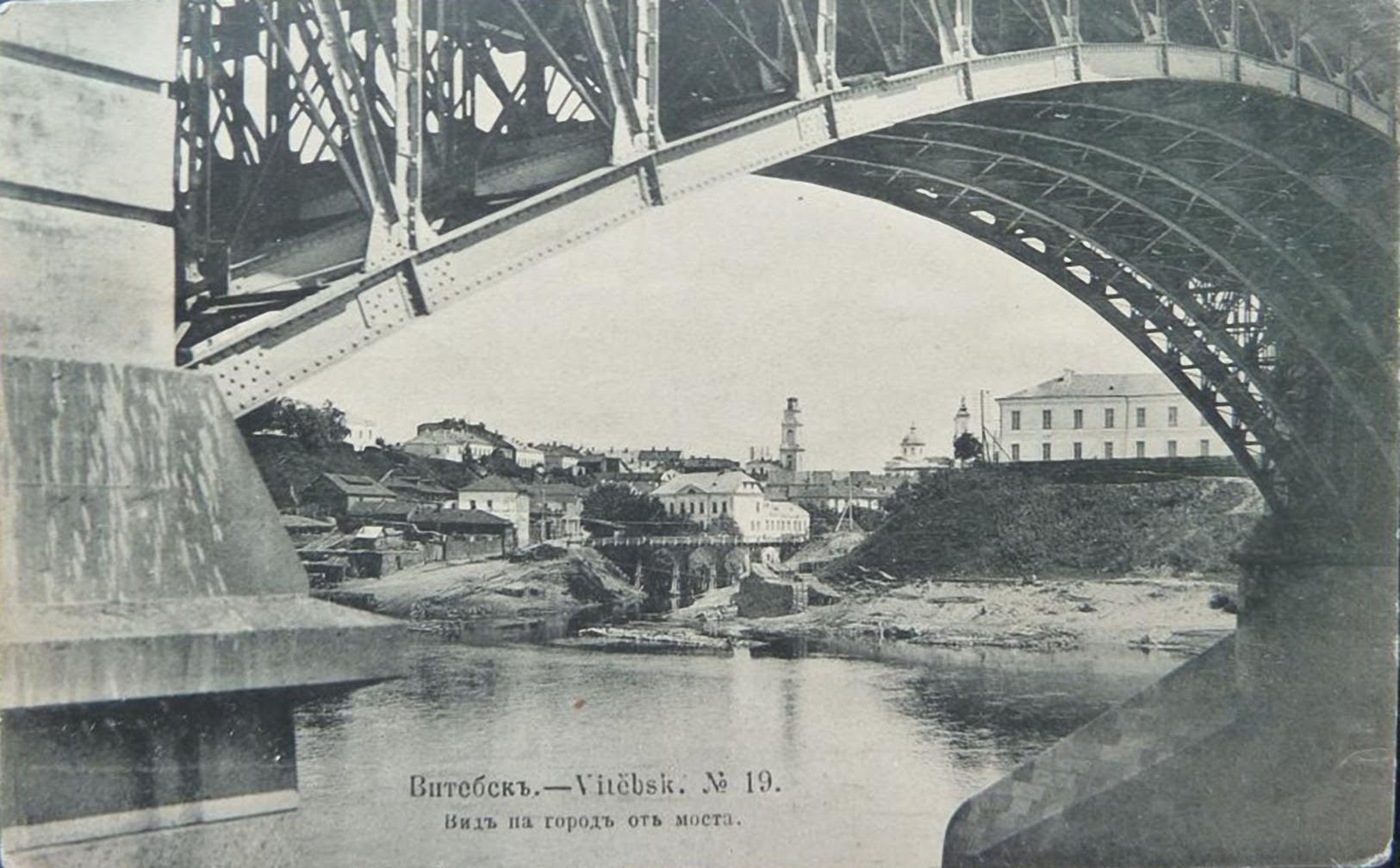
Строительство моста

В 1866 году к городу была подведена железная дорога, а в правобережной части Витебска построен железнодорожный вокзал. Город нуждался в надежной и постоянной связи основной левобережной части города с правобережной частью — Задвинным, где находилась станция. Для этого в 1863 году было начато строительство моста по проекту 1838 года инженерами Эми и Грином, на месте, где сейчас находится Кировский мост. Конструкция была аналогична конструкции моста, построенного в 1840 году на Сен-Жерменской атмосферной железной дороге. Строительством моста руководил подполковник А. П. Фетинг. Мост был четырёхпролётным с металлическими двухшарнирными арками на железобетонных опорах и имел длину около 225 м. Мост получил название Двинский.
27 апреля 1919 года при столкновении парохода «Надежда» с каменным ледорезом опоры Двинского моста погибло не менее 100 человек.
В годы Великой Отечественной войны Двинский мост был разрушен. На его месте в 1955 году был построен современный Кировский мост (архитекторы В.Ладыгина, Я.Заславский, инженер И. Гельфмана).

## Конструкция

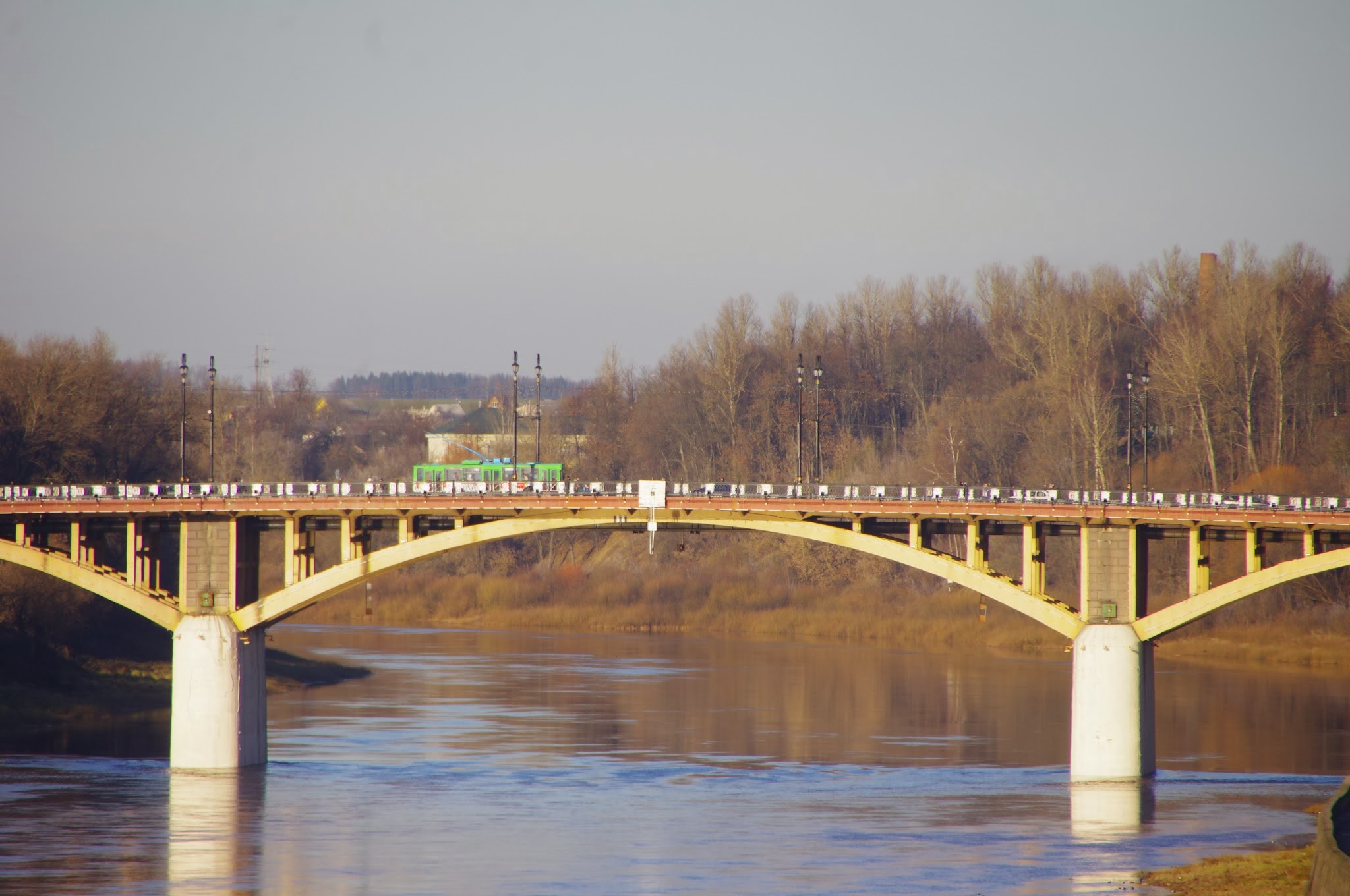
Средний пролёт моста

Кировский мост трёхпролётный с бесшарнирными арками из монолитного железобетона. Заглубленные опоры на кессонных опорах, береговые фундаменты на полевых. Правая набережная (улица Ильинского) выделена в отдельный пролёт. Общая длина моста составляет 236 метров. Средний пролёт 66 м, крайний пролёт 60 м. Мост имеет проезжую часть с 4-мя полосами движения и 2-мя тротуарами по сторонам проезжей части. В начале моста, на правом берегу, 2 декоративные колонны с фонарями. Там же построена лестница от набережной к мосту. На левом берегу установлены 2 декоративные тумбы. Мост освещают стилизованные «под старину» фонари.